# Bay Shore (Nowy Jork)
Bay Shore – jednostka osadnicza w Stanach Zjednoczonych, w stanie Nowy Jork, w hrabstwie Suffolk, nad Oceanem Atlantyckim.
Z Bay Shore pochodzi Danielle Wilson, amerykańska koszykarka.